# 克來塔卡斯
克來塔卡斯（希臘語：Κλείταρχος ,前四世紀人物），是古希臘時期的歷史學家，也是亞歷山大大帝東征隨行的歷史學家之一。

## 生平
克來塔卡斯的父親可能是歷史學者狄農（Dinon of Colophon），他也可能是埃及生長的希臘人，不然就是希臘人但在埃及托勒密一世的宮廷待了很長一段時間。
克來塔卡斯寫了一些有關歷史的著作，但昆提利安評論他的能力遠高於他著作可信度。西塞羅批評他虛構了一個地米斯托克利之死的故事。但是無疑他的歷史著作很流行，並被後來的古代作家引用和參考，如西西里的狄奧多羅斯、查士丁、昆圖斯·庫爾蒂烏斯·魯夫斯、普魯塔克等，和《亞歷山大大帝傳奇》不知名的作者。
克來塔卡斯的著作完全喪失了，但可從其他一些作家著作保留他的殘篇，如斯特拉波和克勞狄俄斯·埃利亞努斯。

## 來源
1. ↑  昆提利安, Instit. x. I. 74.
2. ↑  西塞羅, Brutus, II.

- Luisa Prandi, Fortuna e realtà dell'opera di Clitarco (Stuttgart: Franz Steiner Verlag, 1996) (Historia. Einzelschriften, 104).
- 本条目包含来自公有领域出版物的文本: Chisholm, Hugh (编).  (第11版). London: Cambridge University Press. 1911.

## 外部連結
- Livius（页面存档备份，存于）, Cleitarchus （页面存档备份，存于） by Jona Lendering
- Histos （页面存档备份，存于）, In Search of Cleitarchus （页面存档备份，存于） by A.B. Bosworth
- Pothos.org, （页面存档备份，存于） by Karl Soundy